# Leandra flavescens
Leandra flavescens är en tvåhjärtbladig växtart som beskrevs av Célestin Alfred Cogniaux. Leandra flavescens ingår i släktet Leandra och familjen Melastomataceae. Inga underarter finns listade i Catalogue of Life.